# مسجد دولتشاه
مسجد دولتشاه یا مسجد حاج ابوتراب آل‌آقا مسجدی در شهر کرمانشاه است که در خیابان چهارباغ این شهر قرار دارد. این مسجد از آثار دورهٔ قاجاریه است و توسط محمد علی میرزا دولتشاه حاکم کرمانشاه و سرحددار عراقین در سال‌های ۱۸۰۶ تا ۱۸۲۱ میلادی بنا شده‌است.

## موقعیت
مسجد دولتشاه در محلۀ فیض‌آباد کرمانشاه، خیابان چهارباغ، در نزدیکی میدان جوانشیر و ورودی بازار کرمانشاه قرار دارد.

## نام مسجد
این مسجد در ابتدا به نام سازنده و واقف آن محمد علی میرزا دولتشاه نام‌گذاری شده‌بود. با این وجود نام آن علیرغم فتوایی که دربارۀ ممنوعیت تغییر نام اماکن وقفی وجود دارد، به مسجد آیت‌الله ابوتراب آل‌آقا تغییر داده شد که در دوره‌ای پیش‌نماز این مسجد بوده است.

## ویژگی‌ها
مسجد دولتشاه دارای سردر، صحن، و شبستان زنانه و مردانه‌ است. ستون‌های سنگی مارپیچ، محراب مقرنس‌کاری شده و گچ‌بری‌های شبستان زنانه از تزئینات این بنا هستند.

## مرمت
بنای مسجد دولتشاه در دورهٔ اخیر تعمیر و مرمت شده است.